# Mac Cone
Mac Cone, född den 23 augusti 1952 i Memphis i Tennessee i USA, är en kanadensisk ryttare.
Han tog OS-silver i lagtävlingen i hoppning i samband med de olympiska ridsporttävlingarna 2008 i Peking.